# Frédéric Weis
Frédéric Weis (Thionville, Francia, 22 de junio de 1977) es un exbaloncestista francés. Jugaba de pívot y su último equipo como profesional fue  el CSP Limoges de la LBN de Francia.

## Trayectoria
Tras empezar la Liga ACB 2008-09 en el Iurbentia Bilbao Basket, el 28 de enero de 2009 le fue rescindido su contrato. El 29 de enero pasó un reconocimiento médico con el Club Baloncesto Murcia, aunque el fichaje finalmente no se llevó a cabo. Finalmente el pívot francés llegó a un acuerdo para poder entrenar con el ViveMenorca, equipo con el que finalmente firmó el 13 de febrero de 2009 sustituyendo a Vladimir Boisa.

## Clubes
| Club                          | País    | Año       |
| ----------------------------- | ------- | --------- |
| SS Nilvange                   | Francia |           |
| CREPS Nancy                   | Francia | 1991-1992 |
| Centre fédéral de basket-ball | Francia | 1992-1995 |
| CSP Limoges                   | Francia | 1995-2000 |
| PAOK Salónica BC              | Grecia  | 2000      |
| Unicaja Málaga                | España  | 2000-2004 |
| Iurbentia Bilbao Basket       | España  | 2004-2009 |
| Vive Menorca                  | España  | 2009      |
| CSP Limoges                   | Francia | 2010      |

## Selección nacional
Ha sido internacional con la selección de baloncesto de Francia, con la que ganó la medalla de plata en los Plata en los JJ. OO. de Sídney 2000 tras perder la final contra los Estados Unidos, y la medalla de bronce en el Eurobasket 2005 disputado en Belgrado.

## Vida personal, intento de suicidio
En 2002, la esposa Weis, Celia, dio a luz a un hijo llamado Enzo, mientras que Weis estaba jugando en España. Enzo fue diagnosticado con autismo por lo que Weis entró en una espiral en el alcoholismo y depresión por lo que Celia volvió a Francia con su hijo aunque gracias a su fichaje por el Bilbao Basket en 2004 logró estar más cerca de su familia. En 2008, Weis en una de sus visitas a su familia, mientras descansaba en Biarritz, trató de suicidarse con una sobredosis intencional de pastillas para dormir. Después de sobrevivir al intento, Weis, finalmente, dejó de beber y se reconcilió con su esposa. Por esas fechas su rendimiento deportivo bajó considerablemente por lo que el equipo bilbaíno rescindió su contrato aunque aún pudo jugar un año más en España. Después de su retiro del baloncesto, Weis y Celia comenzaron a regentar una tienda de tabaco y un bar en Limoges. También es un analista de televisión para partidos de la liga francesa.

## Palmarés

### Campeonatos nacionales
- 1 Liga Nacional de Baloncesto de Francia (2000)
- 1 Copa de Francia de baloncesto (2000)

### Campeonatos internacionales
- 2 Copa Korac:

2000: Limoges CSP.
2001: Unicaja.

### Selección francesa
- Medalla de plata en los Juegos Olímpicos del 2000.
- Medalla de bronce en el Eurobasket de 2005.